# Restinga (São Paulo)
Restinga é um município brasileiro do estado de São Paulo pertencente a Aglomeração Urbana de Franca. Sua população estimada em 2024 era de 6.492 habitantes.

## História

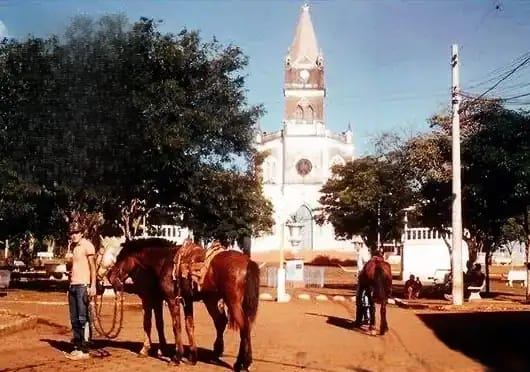
Foto antiga da praça central.

Restinga tem sua origem, como em vários outros municípios, motivada pelos ciclos econômicos no inicio do século XIX. 
Assim sendo, constituía-se em entreposto de comercialização do sal e que mais tarde, com a estrada de ferro, veio se firmar como posto de troca, onde os comboios faziam das tropas além de oferecer hospedagem aos viajantes que desbravavam o sertão paulista.
A Companhia Mogiana de Estrada de Ferro chegou com seus trilhos até Franca em 1887 e, em 1895, inaugurou sua estação de aprada em terras da Fazenda Monte Belo,de propriedade do Coronel Isaac Vilela de Andrade, à qual denominou Restinga, em lembança à vizinha fazenda com o mesmo nome, de propriedade de João Alexande Dias.
Como todo interior até a chegada da estrada de ferro, tudo era muito rudimentar e sua economia pode-se dizer que era apenas uma economia de subsistência. Com a passagem dos trilhos o comércio passa a desenvolver e iniciar-se então o apogeu da cultura cafeeira que ocupa as terras roxas do NE paulista justificando a expansão ferroviária até a região, posição de desenvolvimento que se manteve até por volta do ano de 1.920.
No final do século XIX a companhia Mogiana comprou alguns metros de terra da Fazenda, com ajuda de alguns fazendeiros da região, construiu-se uma estação ferroviária que recebeu o nome de Restinga, nome sugerido e emprestado pelo Sr. João Alexandre Dias, dono de uma propriedade agrícola que tinha este nome. Na mesma ocasião, o Coronel Isaac Vilela de Andrade bem feitor da região, mandou que fosse construída uma capela para a glória de Nossa Senhora Aparecida, que deixou à frente uma área onde seria construído uma praça. Em 21 de janeiro de 1897 começaram a ser construídas as primeiras casas de moradias e junto se instala o comércio no pequeno vilarejo, formando um pequeno grupo de comerciantes.
Os primeiros moradores da cidade foram os fazendeiros Joaquim Barbosa de Sales Pinto, Coronel Amélio Canto Rosa, Antônio de Oliveira Carvalho e ainda João simão, comerciante e fornecedor de dornentes à ferrovia, João Anselmo, José Marcelino de Agnelo, Sante Spadoni, Silverio Campaneli e Francisco Vilela.
O major Joaquim Firmino de Andrade foi quem construiu as duas primeiras casas que deram início ao povoado e também instalou uma eneficiadora de café. Com a crise cafeicultura em 1929, a economia de Restinga sofreu grave revés, mas superou-se com a cultura de cereais em suas férteis terras e a criação de gado.
Do ponto de vista político administrativos, o atual município de Restinga que surgiu de forma já explicada, teve através da Lei nº 1266 de 28 de outubro de 1911 criado o “distrito de paz de Restinga”, no município da comarca de Franca. A categoria de Município foi criada através do Decreto Lei nº 8092, aprovada pela Assembléia Legislativa de São Paulo, em 28 de fevereiro de 1964.

### Formação territorial-administrativa
Histórico da formação do município:
- Distrito criado com a denominação de Restinga, por Lei Estadual nº 1266, de 28/10/1911, subordinado ao município de Franca.
- Elevado à categoria de município com a denominação de Restinga, pela lei estadual nº 8092, de 28/02/1964, desmembrado do município de Franca. Constituído do distrito sede. Instalado em 03/04/1965.

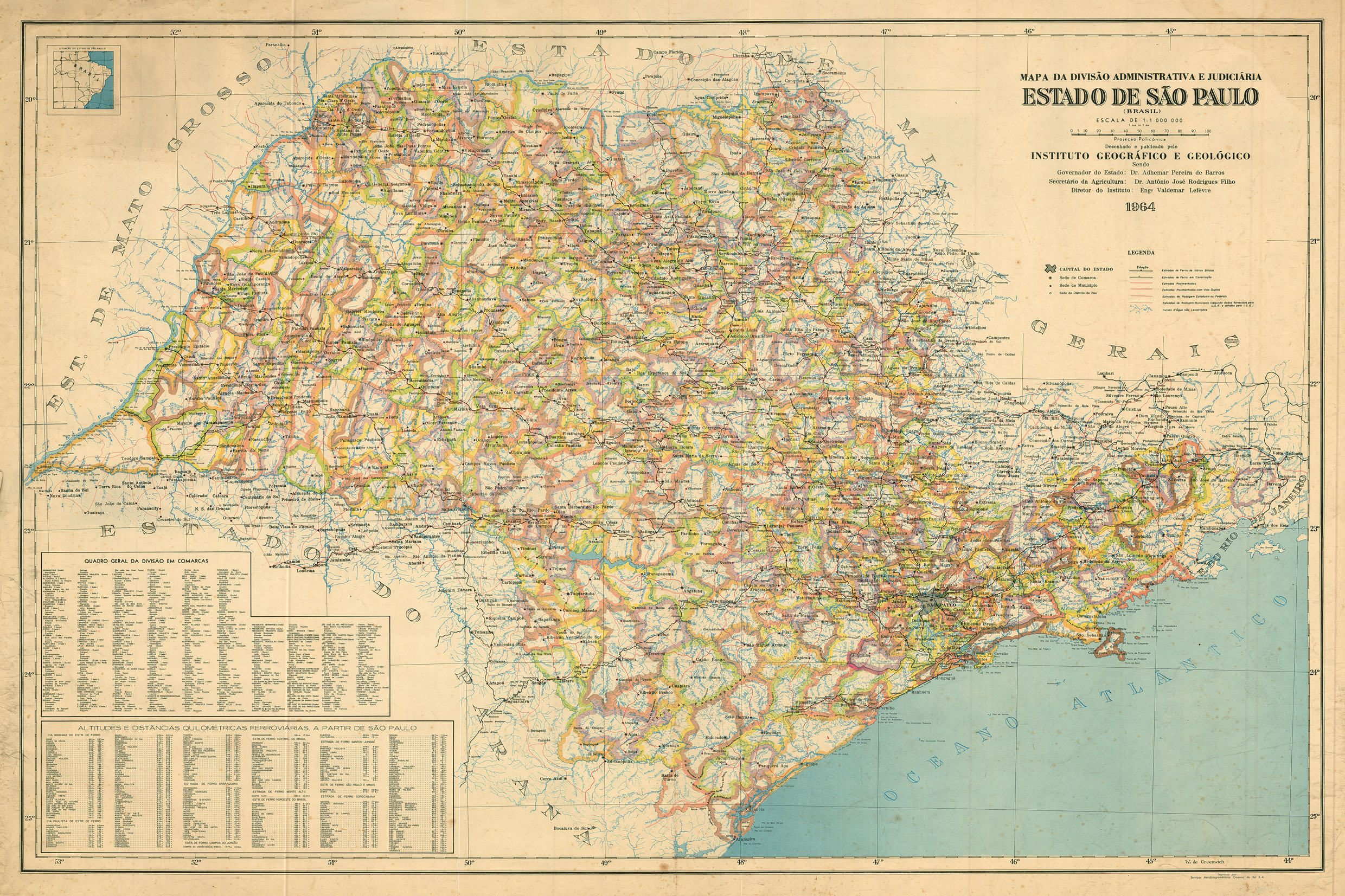
Estado de São Paulo (1964).

## Geografia
Localiza-se a uma latitude 20º36'12" sul e a uma longitude 47º28'58" oeste, estando a uma altitude de 910 metros. Possui uma área de 245,599 km²

### Rodovias
- SP-334
- SP-345

### Hidrografia
- Rio Sapucaí

### Estação ferroviária

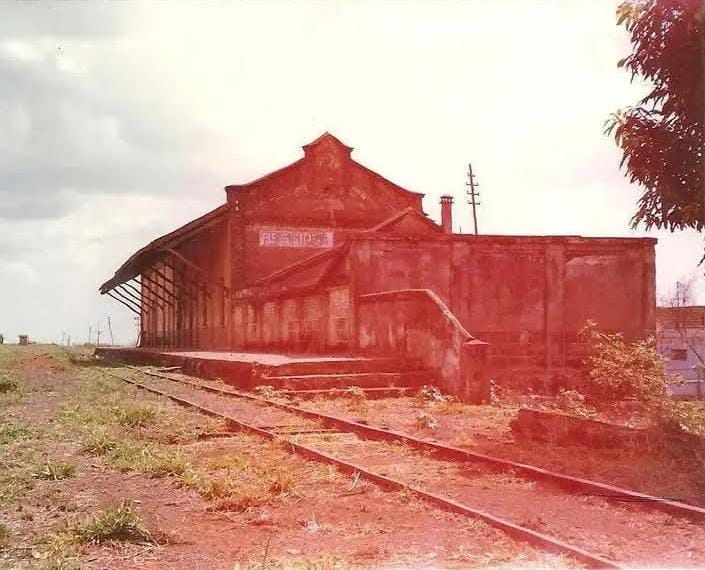
Estação ferroviária de Restinga.

A estação ferroviária de Restinga, localizada no município de Restinga, São Paulo, foi um importante ponto de conexão para o transporte de passageiros e escoamento da produção cafeeira e agrícola da região. Construída no ano de 1885 teve seu prédio reformado nos anos de 1900.

## Demografia

### População
| Crescimento populacional                             | Crescimento populacional | Crescimento populacional | Crescimento populacional |
| Ano                                                  | População Total          |                          | %±                       |
| ---------------------------------------------------- | ------------------------ | ------------------------ | ------------------------ |
| 1970                                                 | 5 456                    |                          | —                        |
| 1980                                                 | 3 541                    |                          | −35,1%                   |
| 1991                                                 | 4 407                    |                          | 24,5%                    |
| 2000                                                 | 5 584                    |                          | 26,7%                    |
| 2010                                                 | 6 587                    |                          | 18,0%                    |
| 2022                                                 | 6 404                    |                          | −2,8%                    |
| Est. 2024                                            | 6 492                    | [ 7 ]                    | 1,4%                     |
| Fontes: Censos Demográficos IBGE e Estimativas SEADE |                          |                          |                          |

### Dados demográficos
Dados do Censo - 2022
População total: 6,404
Densidade demográfica (hab./km²): 26,06
Renda Média: 2,5 salários mínimos
Mortalidade infantil até 1 ano (por mil): 17,54
Taxa de alfabetização: 98,6%
PIB per capita R$27.280,56
Expectativa de vida (anos): 77,2
Índice de Desenvolvimento Humano (IDH-M): 0,757
(Fonte: IBGE)

## Infraestrutura

### Comunicações
O sistema de telefones automáticos foi inaugurado na cidade em 1983 pela Telecomunicações de São Paulo (TELESP), que também implantou o sistema de discagem direta à distância (DDD) em 1988 com o código de área (016), para padronização com o sistema telefônico das regiões de Ribeirão Preto e Franca. Anteriormente a cidade era atendida pela Companhia Telefônica Brasileira (CTB).

## Religião

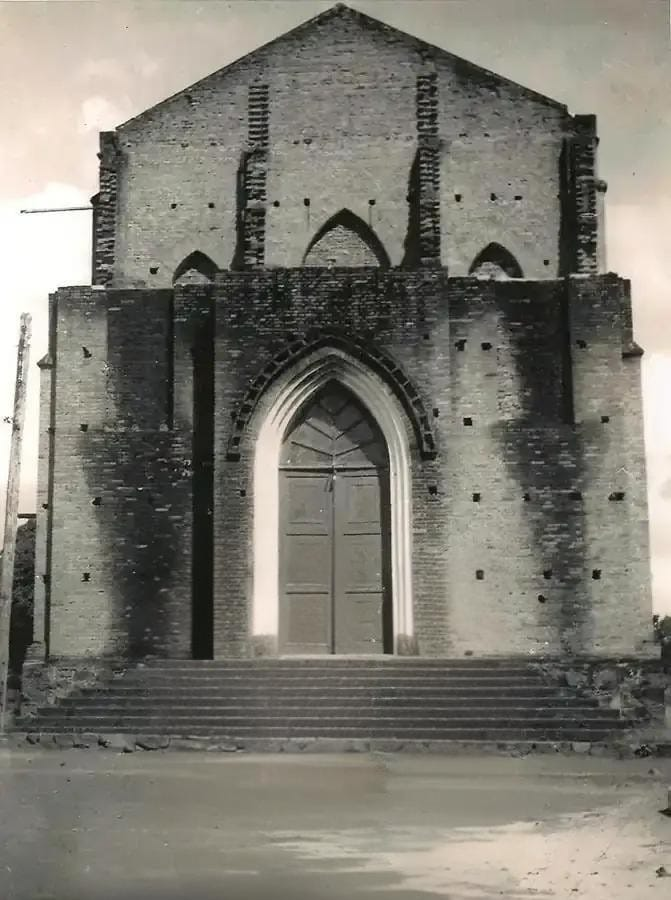
Construção da igreja matriz de Restinga-SP inicio do século XX paroquia nossa senhora Aparecida iniciada após uma promessa cumprida. parte principal foi doada pela esposa do fundador da estação, Ana Cândida Vilela

O Cristianismo se faz presente na cidade da seguinte forma:

### Igreja Católica
| Diocese           | Paróquia                |
| ----------------- | ----------------------- |
| Diocese de Franca | Nossa Senhora Aparecida |

A Paróquia Nossa Senhora Aparecida teve o inicio da Construção no inicio do século XX

### Igrejas Evangélicas
Entre as igrejas protestantes históricas, pentecostais e neopentecostais, encontram-se na cidade:
- Assembleia de Deus Ministério do Belém.[18][19]
- Congregação Cristã no Brasil.[20]